# Tom Stourton
Thomas Edward Alexander Stourton, conosciuto semplicemente come Tom Stourton (Londra, 28 settembre 1987), è un attore, comico, doppiatore e sceneggiatore britannico.

## Biografia
Figlio del giornalista Edward Stourton, Stourton intraprende l'attività di attore già da bambino, sebbene per un breve periodo. La sua carriera di comico inizia invece durante gli anni dell'università, quando insieme al collega Tom Palmer inizia a curare la webserie High Renaissance Man. I due fondano successivamente un duo comico chiamato Totally Tom, che inizia a svolgere vari spettacoli in giro per il Regno Unito ed a esibirsi in ambito televisivo. Contestualmente, Stourton ritorna a lavorare come attore, apparendo in opere come Questione di tempo, Lovesick e Siblings. A partire dal 2014, l'attore entra a far parte del cast della serie animata Il trenino Thomas, doppiando i personaggi di Duncan, Rex, Terence, Alfie e Fat Clergyman nel corso di 23 stagioni della trasmissione.
A partire dal 2015, Stourton entra a far parte del cast della trasmissione televisiva Horrible Histories, venendo successivamente confermato anche per un film spin off tratto dal programma; tale film viene distribuito nel 2019. Sempre dal 2015 fa inoltre parte della trasmissione Drunk History. Nel 2018 Stourton recita nel film Il tuo ex non muore mai. Nel 2021 viene pubblicato il film All My Friends Hate Me, sceneggiato da Stourton insieme a Tom Palmer; Stourton interpreta inoltre il protagonista del film. Il film ottiene recensioni molto positive da parte della critica professionista. Nel 2022 entra a far parte della trasmissione comica Red Flag, in cui interpreta vari personaggi.

## Filmografia

### Attore

#### Cinema
- Questione di tempo, regia di Richard Curtis (2013)
- Il tuo ex non muore mai, regia di Susanna Fogel (2018)
- Tales from the Lodge, regia di Abigail Blackmore (2019)
- Horrible Histories: The Movie - Rotten Romans, regia di Dominic Brigstocke (2019)
- All My Friends Hate Me, regia di Andrew Gaynord (2021)
- Povere creature! (Poor Things), regia di Yorgos Lanthimos (2023)

#### Televisione
- Common Ground – serie TV, 2 episodi (2013)
- Lovesick – serie TV, 1 episodio (2014)
- The Windsors – serie TV, 3 episodi (2018-2023)
- Pls Like – serie TV, 7 episodi (2018-2021)
- Stath Lets Flats – serie TV, 9 episodi (2018-2021)
- A Christmas Carol, regia di Jacqui Morris – film TV (2021)
- Dreaming Whilst Black, regia di Sebastian Thiel – film TV (2021)
- Trying – serie TV, 1 episodio (2021)
- Buffering – serie TV, 1 episodio (2021)
- Spitting Image – serie TV, 6 episodi (2021)
- Mood – miniserie TV, 2 puntate (2022)
- A Small Light, regia di Susanna Fogel, Leslie Hope e Tony Phelan – miniserie TV, puntate 2-4 (2023)
- Daddy Issues – serie TV episodio 1x05 (2024)
- Industry – serie TV, episodi 3x01-3x06 (2024)
- Prime Target, regia di Brady Hood – miniserie TV (2025)

### Doppiatore

#### Televisione
- Il vento nei salici – Film TV, regia di Dave Unwin e Dennis Abey (1995)
- Il trenino Thomas – Serie animata e varie opere derivate (2015-2021)

## Programmi televisivi
- Comedy Lab (2011)
- Comedy Blaps (2011-2012)
- Harry & Paul (2012)
- Horrible Histories (2015-presente)
- Drunk History (2015-presente)
- Red Flag (2022)

## Doppiatori italiani
Nelle versioni in italiano delle opere in cui ha recitato, Tom Stourton è stato doppiato da:
- Gabriele Lopez ne Il tuo ex non muore mai
- Alessandro Capra in A Small Light
- Stefano Sperduti in Povere creature!

## Ascendenza
|                                          |                          |                                  | Genitori                          |  |  | Nonni |  |  | Bisnonni     |  |  | Trisnonni        |  |
|                                          |                          |                                  |                                   |  |  |       |  |  | Ivo Stourton |  |  | Herbert Stourton |  |
|                                          |                          |                                  |                                   |  |  |       |  |  | Ivo Stourton |  |  | Herbert Stourton |  |
|                                          |                          | Frances Southwell                |                                   |  |  |       |  |  | Ivo Stourton |  |  |                  |  |
| Nigel Stourton                           |                          |                                  |                                   |  |  |       |  |  | Ivo Stourton |  |  |                  |  |
|                                          |                          | Lillian Dickson                  | George Dickson                    |  |  |       |  |  |              |  |  |                  |  |
|                                          |                          | Lillian Dickson                  | George Dickson                    |  |  |       |  |  |              |  |  |                  |  |
|                                          |                          | Lillian Dickson                  | …                                 |  |  |       |  |  |              |  |  |                  |  |
| Edward Stourton                          |                          | Lillian Dickson                  |                                   |  |  |       |  |  |              |  |  |                  |  |
|                                          |                          | Myles John Abbott                | Edmund Rushworth Abbott           |  |  |       |  |  |              |  |  |                  |  |
|                                          |                          | Myles John Abbott                | Edmund Rushworth Abbott           |  |  |       |  |  |              |  |  |                  |  |
|                                          |                          | Myles John Abbott                | Emily Beatrice Abney Sandys       |  |  |       |  |  |              |  |  |                  |  |
| Rosemary Abbott                          |                          | Myles John Abbott                |                                   |  |  |       |  |  |              |  |  |                  |  |
|                                          |                          | Grace Ada Coker                  | …                                 |  |  |       |  |  |              |  |  |                  |  |
|                                          |                          | Grace Ada Coker                  | …                                 |  |  |       |  |  |              |  |  |                  |  |
|                                          |                          | Grace Ada Coker                  | …                                 |  |  |       |  |  |              |  |  |                  |  |
| (1) persona principale                   |                          | Grace Ada Coker                  |                                   |  |  |       |  |  |              |  |  |                  |  |
|                                          | John McEwen, I baronetto | Robert Finnie McEwen             |                                   |  |  |       |  |  |              |  |  |                  |  |
|                                          | John McEwen, I baronetto | Robert Finnie McEwen             |                                   |  |  |       |  |  |              |  |  |                  |  |
|                                          | John McEwen, I baronetto | Mary Frances Dundas              |                                   |  |  |       |  |  |              |  |  |                  |  |
| James Napier Finnie McEwen, II baronetto | John McEwen, I baronetto |                                  |                                   |  |  |       |  |  |              |  |  |                  |  |
|                                          |                          | Bridget Mary Lindley             | Francis Oswald Lindley            |  |  |       |  |  |              |  |  |                  |  |
|                                          |                          | Bridget Mary Lindley             | Francis Oswald Lindley            |  |  |       |  |  |              |  |  |                  |  |
|                                          |                          | Bridget Mary Lindley             | Etheldreada Fraser                |  |  |       |  |  |              |  |  |                  |  |
| Margaret McEwen                          |                          | Bridget Mary Lindley             |                                   |  |  |       |  |  |              |  |  |                  |  |
|                                          |                          | John Eric William Graves Sandars | John Drysdale Sandars             |  |  |       |  |  |              |  |  |                  |  |
|                                          |                          | John Eric William Graves Sandars | John Drysdale Sandars             |  |  |       |  |  |              |  |  |                  |  |
|                                          |                          | John Eric William Graves Sandars | Maud Evelyn Graves                |  |  |       |  |  |              |  |  |                  |  |
| Clare Sandars                            |                          | John Eric William Graves Sandars |                                   |  |  |       |  |  |              |  |  |                  |  |
|                                          |                          | Margaret Mary Elwes              | Gervase Elwes                     |  |  |       |  |  |              |  |  |                  |  |
|                                          |                          | Margaret Mary Elwes              | Gervase Elwes                     |  |  |       |  |  |              |  |  |                  |  |
|                                          |                          | Margaret Mary Elwes              | Winefride Mary Elizabeth Feilding |  |  |       |  |  |              |  |  |                  |  |
|                                          |                          | Margaret Mary Elwes              |                                   |  |  |       |  |  |              |  |  |                  |  |